# 화가자리 베타 운동성단
화가자리 베타 운동성단은 지구에서 가깝고 젊은 운동성단이다. 천문학에서 운동성단은 한 곳에서 태어나서 같은 고유 운동을 보이면서 우주 공간을 움직이는 항성의 무리이다. 이 집단의 대표별은 화가자리 베타이다.
화가자리 베타 운동성단은 천문학적으로 중요한 천체인데, 그 이유는 지구에서 가장 가까우 면서 젊은 집단이기 때문이다. 대표별 화가자리 베타는 원시행성계원반으로 추측되는 거대한 먼지 원반을 지닌 항성이며, 최근 베타 항성계에서 목성 질량의 8배에 이르는 가스 행성이 발견되었다. PSO J318.5-22로 명명된 떠돌이 행성도 발견된바 있다. 지구로부터 이들 구성원까지의 거리가 가깝기 때문에 다른 별보다 상대적으로 이들에 대한 관측이 용이한 면이 있으며, 이는 화가자리 베타 b처럼 직접 사진을 찍어 외계 행성을 발견하는 원동력이 되고 있다.

## 구성원
화가자리 베타 운동성단을 이루는 항성계는 전부 17개로 이들을 구성하는 항성은 28개(갈색 왜성 포함)이다. 집단의 중심은 지구로부터 115 광년 떨어져 있으며 구성원의 평균 나이는 1천만 ~ 3천만 년이다.
구성원 다수는 K나 M형 항성처럼 차갑고 어둡다. 아래 목록은 맨눈으로 보이는 별들만 나열한 것이다.
- 화가자리 베타
- 현미경자리 에타
- 에리다누스자리 51
- HD 203
- HD 146624
- HD 165189
- HD 172555
- 남쪽삼각형자리 베타

이들 집단 구성원들은 남반구 밤하늘 면적의 상당부분을 차지하고 있는데 그 범위는 에리다누스자리, 토끼자리, 화가자리, 전갈자리, 여우자리, 남쪽삼각형자리, 현미경자리에 이른다.

## 발견
초기 화가자리 베타의 나이는 약 1천만 년으로 추측되었으나, 베타가 다른 별과 멀찍이 떨어져 홀로 있었기 때문에 이 값은 지나치게 어리게 잡은 것으로 간주되었다. 현대적인 항성진화 이론에 따르면 이 나이 또래 별들은 함께 태어난 별들과 그리 멀리 떨어져 있지 않기 때문이다. 그런데 1999년 화가자리 베타별과 비슷한 우주속도와 나잇값을 보이는 적색 왜성 두 개를 발견하였으며, 베타 나이는 신뢰할만한 자료로 판명되었다.
추가연구를 통해 2001년 베타별과 비슷한 운동과 나이를 보이는 항성계 17개를 찾아냈으며 이를 최초 연구동기를 제공한 베타별의 이름을 따 화가자리 베타 운동성단으로 명명했다.